# Plaza Mayor (Torreón)
A Plaza Mayor a mexikói Torreón város főtere. 2012-ben alakították ki, azóta számos rendezvényt és koncertet tartottak már a téren, de több tízezren itt ünnepelték például a Santos Laguna labdarúgócsapat 2015-ös és 2018-as bajnoki címét is, sőt, volt már helyszíne tüntetéseknek is.

## Leírás
A négyzetrácsos utcahálózatú városközpontban található, két „rácskockát” elfoglaló, téglalap alakú tér 200 méter hosszú és 100 méter széles, területe teljesen sík. Északon az Avenida Allende, délen az Avenida Morelos, nyugaton a Calle Ramón Corona, keleten pedig a Calle Galeana nevű utca határolja, középpontjától nyugatra és keletre indulva pedig az Avenida Matamoros húzódik. Legnagyobb része kövezett, nyílt tér, csak a szélére ültettek fákat, illetve legdélebbi nagyjából ötödrészén vannak füvesített „szigetek”. Ugyanitt két kör alakú díszkút között áll Benito Juárez egykori elnök nagyméretű emlékműve. A központi rész szélén négy téglalap alakú medencével rendelkező szökőkút található, északon pedig egy lépcsős és egy lejtős rész vezet fel a tér szélén, az Allende út túloldalán található modern községi palotához.
A tér közepén egy óriási zászlóemlékmű áll: ez egész Mexikóban az egyik legnagyobb ilyen zászló. Rúdja (a villámhárító nélkül számítva) 60 méter hosszú, maga a zászló pedig 30 méter × 20 méteres, tömege 200 kg. A nap 24 órájában őrzik.

## Története
Torreón városközpontjából a 21. század elejére számos üzlet kiköltözött a külvárosokba, többek között ennek ellensúlyozására, a belvárosi élet felpezsdítésére határozták el a város vezetői, hogy a Benito Juárez-emlékmű mögötti területen két tömbnyi épület lebontásával új főteret létesítenek. A Juárez-emlékmű már régóta itt áll: 1907-ben a szomszédos Lerdóban állítottak emlékoszlopot az elnöknek, ám az oda szánt szobrot tévedésből Torreónba szállították, és itt is állították fel. A Plaza Mayor építése 2010-ben kezdődött el, az ünnepélyes átadásra pedig a mexikói függetlenségi háború kezdetét jelentő Grito de Dolores 202. évfordulójának előestéjén, 2012. szeptember 15-én került sor. A több száz civil és 1200 diák részvételével megtartott ünnepségen, ahol első alkalommal vonták fel a hatalmas zászlót, részt vett a polgármester, Eduardo Olmos mellett Coahuila állam kormányzója, Rubén Moreira és Roberto de la Vega katonai parancsnok is. A tér északi szélén álló községi palotát is 2010-ben kezdték építeni, de csak 2013 novemberében adták át.
A tér építési költségeiről megoszlanak az információk. A hivatalos közlés 280 millió pesóról szól, ám az ellenzéki Nemzeti Akciópárthoz tartozó politikus, Marcelo Torres Cofiño szerint valójában 788 millióba került.

## Képek

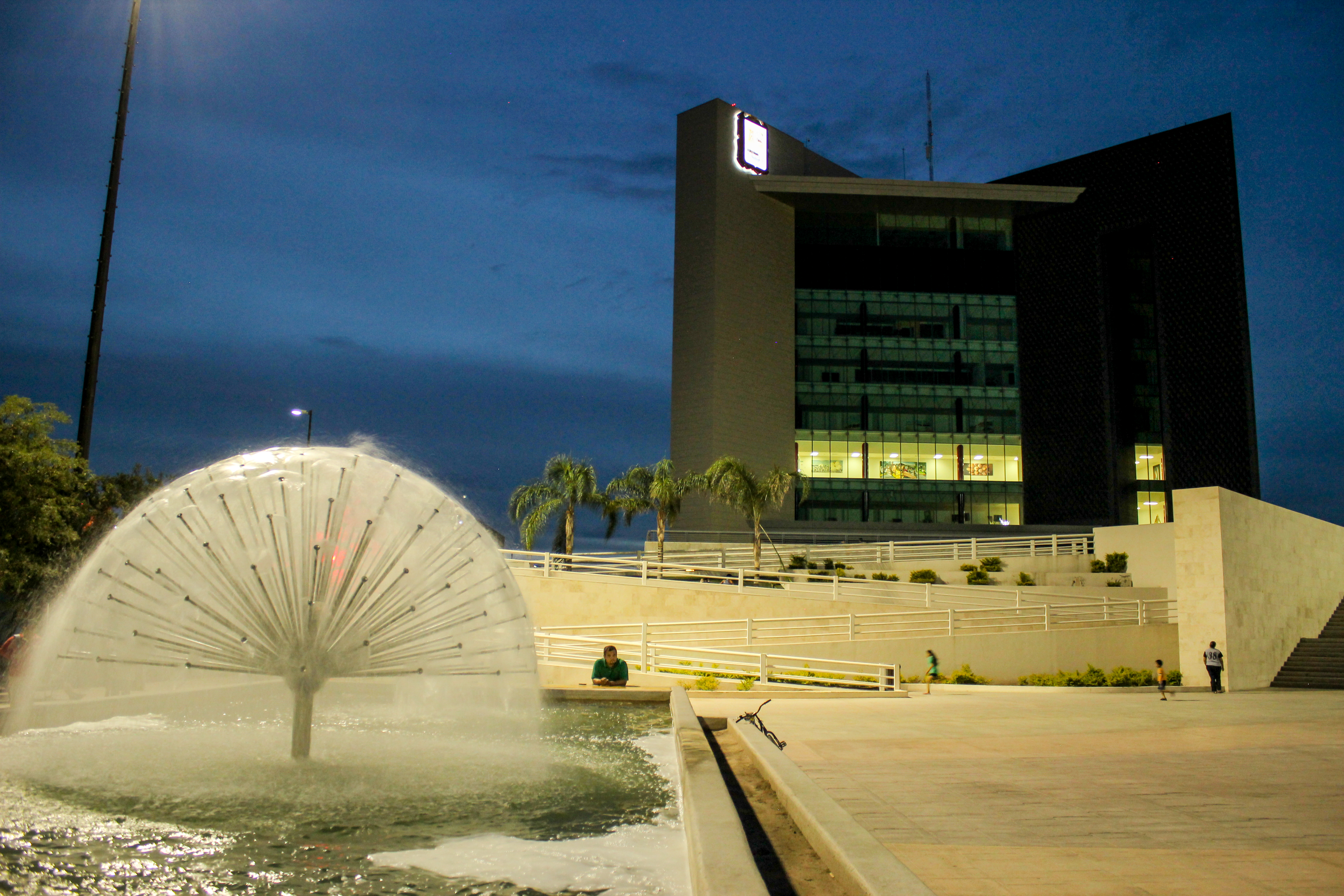
Egy szökőkút és a községi palota sötétben
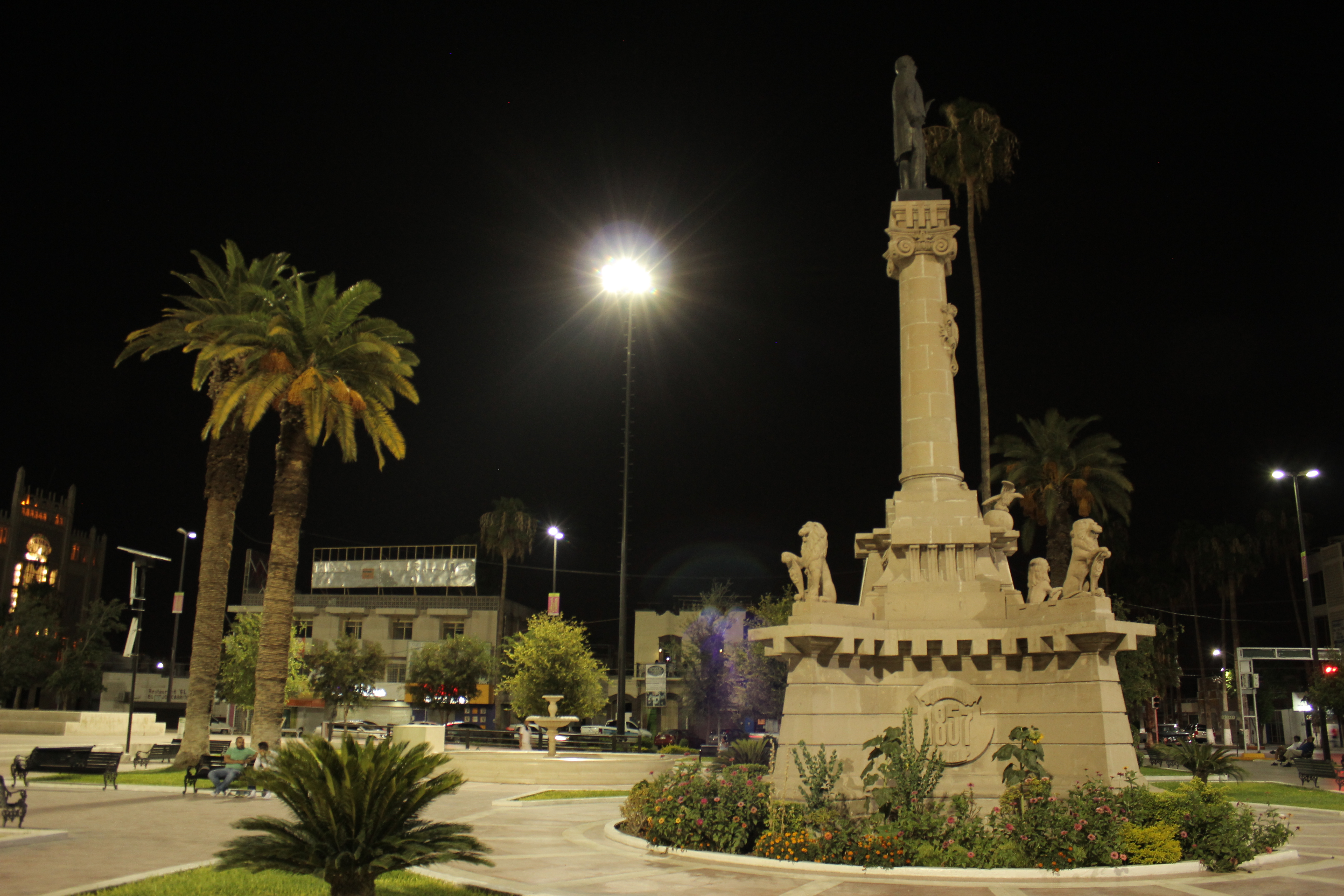
Benito Juárez szobra
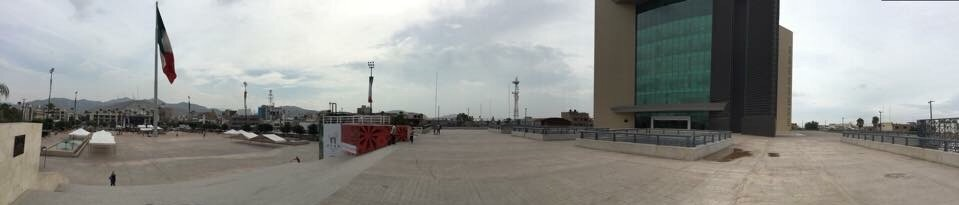
Panorámakép a zászlóval
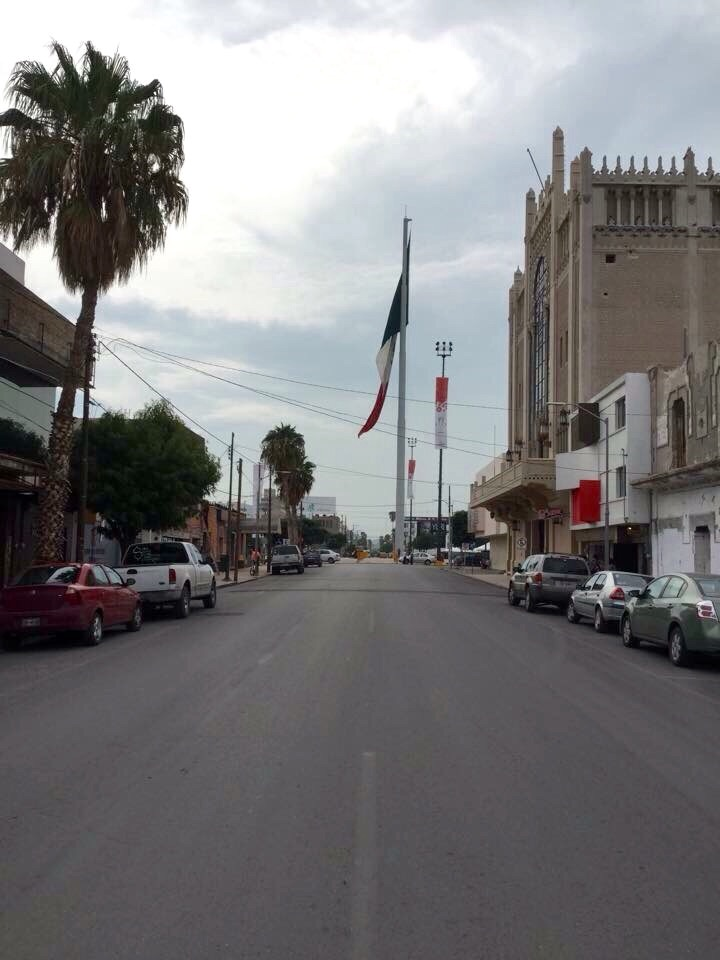
A zászló és az Isauro Martínez Színház a Matamoros utcából nézve